# Chelonus submuticus
Chelonus submuticus är en stekelart som beskrevs av Wesmael 1835. Chelonus submuticus ingår i släktet Chelonus och familjen bracksteklar. Arten är reproducerande i Sverige. Inga underarter finns listade i Catalogue of Life.